# هنري فان ديك جونيور
هنري فان ديك جونيور (بالإنجليزية: Henry van Dyke)‏ هو كاتب ودبلوماسي وشاعر أمريكي، ولد في 10 نوفمبر 1852 في Germantown, Philadelphia ‏ في الولايات المتحدة، وتوفي في 10 أبريل 1933 في برينستون في الولايات المتحدة.

## وصلات خارجية
- هنري فان ديك جونيور على موقع الموسوعة البريطانية (الإنجليزية)
- هنري فان ديك جونيور على موقع إن إن دي بي (الإنجليزية)